# Oliva (Argentina)
Oliva è una città dell'Argentina, situata nella provincia di Córdoba.